# Zone démilitarisée (informatique)
Pour l’article homonyme, voir Zone démilitarisée.
En informatique, une zone démilitarisée (en anglais DMZ pour demilitarized zone) est un sous-réseau séparé du réseau local et isolé de celui-ci ainsi que d'Internet (ou d'un autre réseau) par un pare-feu. Ce sous-réseau contient les machines étant susceptibles d'être accédées depuis Internet, et qui n'ont pas besoin d'accéder au réseau local. 

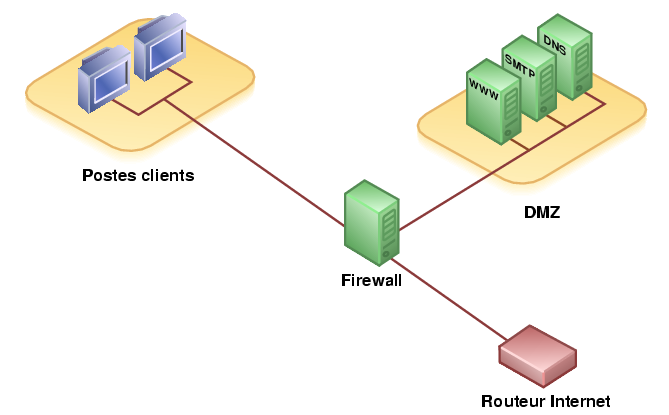
Schéma réseau d'une utilisation de DMZ avec un pare-feu.

## Description
Les services susceptibles d'être accédés depuis Internet seront situés en DMZ, et tous les flux en provenance d'Internet sont redirigés par défaut vers la DMZ par le pare-feu. Le pare-feu bloquera donc les accès au réseau local à partir de la DMZ pour garantir la sécurité. En cas de compromission d'un des services dans la DMZ, le pirate n'aura accès qu'aux machines de la DMZ et non au réseau local.
Le nom provient à l'origine de la zone coréenne démilitarisée qui sépare la Corée du Nord de la Corée du Sud.
La figure ci-contre représente une architecture DMZ avec un pare-feu à trois interfaces. L'inconvénient est que si cet unique pare-feu est compromis, plus rien n'est contrôlé. Il est cependant possible d'utiliser deux pare-feux en cascade afin d'éliminer ce risque.
Il existe aussi des architectures de DMZ où celle-ci est située entre le réseau Internet et le réseau local, séparée de chacun de ces réseaux par un pare-feu.